# Atlanta Motor Speedway
Der Atlanta Motor Speedway (ehemals Atlanta International Raceway) ist ein Speedway in Hampton im US-Bundesstaat Georgia, rund 32 km südlich von Atlanta. Es handelt sich dabei um ein 1,54 Meilen (2,48 km) langes Quad-Oval mit einer Zuschauerkapazität von über 125.000 Plätzen.

## Geschichte

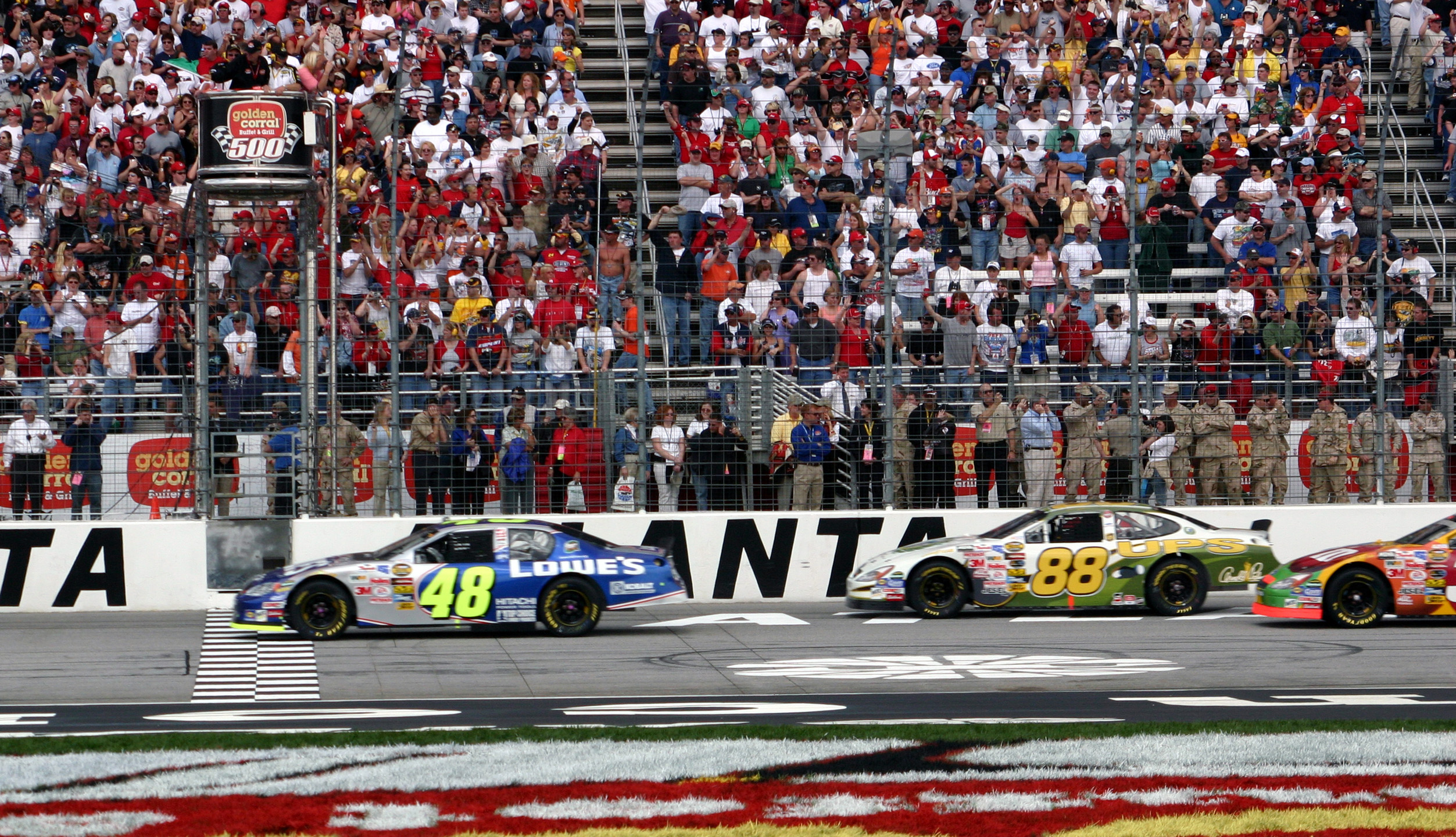
Atlanta Motor Speedway 2004

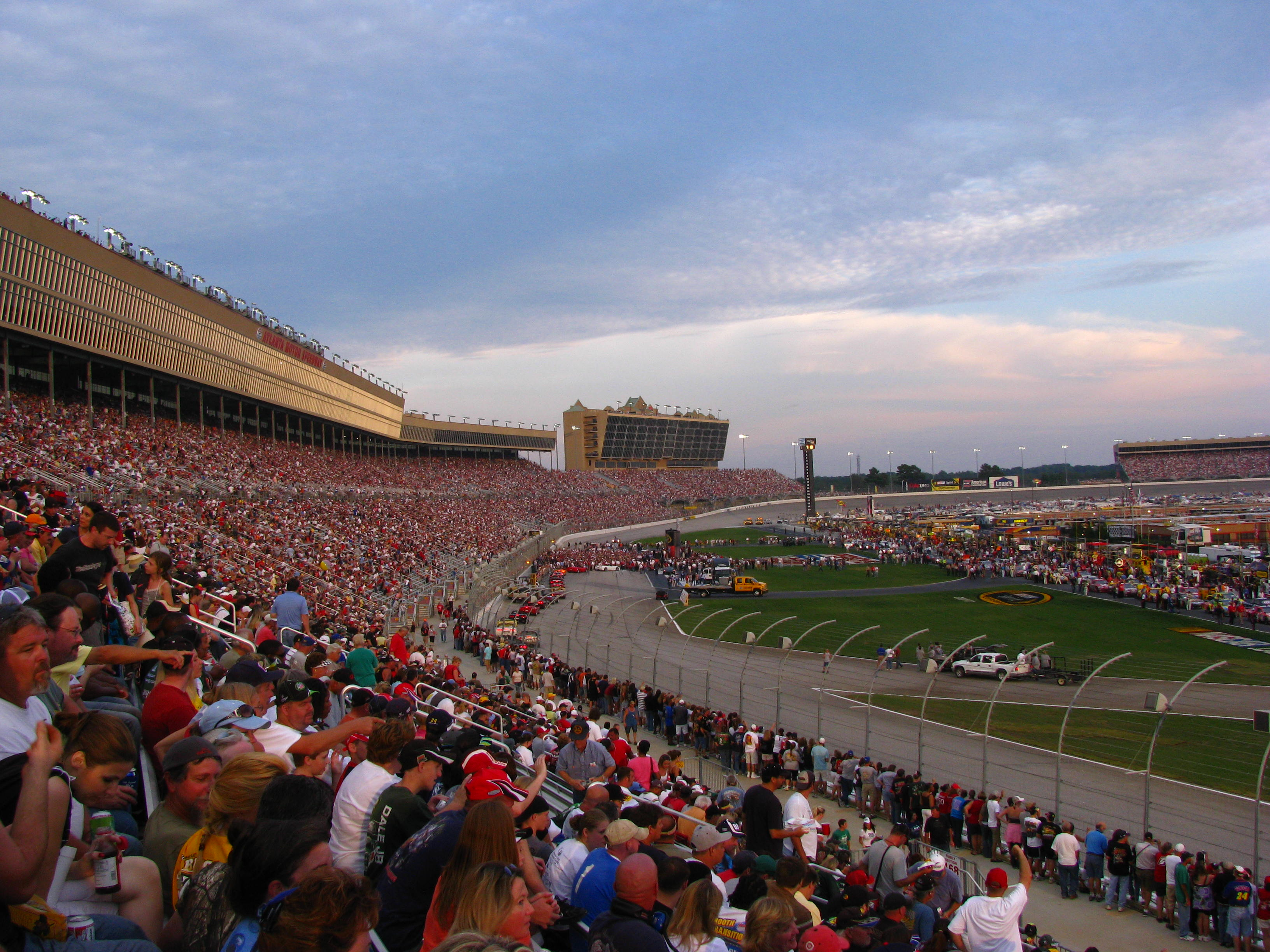
Der Atlanta Motor Speedway vor einem Rennen, 2009

Eröffnet wurde die Rennstrecke im Jahre 1960 als ein 1,5 mi langer Standard-Ovalkurs. Am 23. Oktober 1990 kaufte Speedway Motorsports den Speedway. Hiermit verbunden war auch die Umbenennung von Atlanta International Raceway in Atlanta Motor Speedway. Im Jahre 1994 entstanden 46 Eigentumswohnungen oberhalb der nordöstlichen Seite der Strecke.
Im Jahre 1997 fand ein kompletter Umbau statt, um den Speedway an den Standard der anderen beiden 1,5-Meilen-Ovale von Speedway Motorsports anzupassen. Dabei wurde die Start- und Zielgerade mit der Gegengeraden getauscht und das Layout von einem einfachen Oval in ein Quad-Oval geändert. Seit dieser Änderung zählt der Atlanta Motor Speedway zu den schnellsten Strecken der NASCAR-Serie. Neben dieser Hauptrennstrecke gibt es auf der Anlage noch weitere Streckenkonfigurationen. Dazu zählen ein 0,25 mi langes Oval zwischen Start- und Zielgeraden und der Boxengasse sowie ein 2,5 mi (ca. 4 km) langer Straßenkurs, der von der FIA abgenommen wurde. Abseits von Motorsportveranstaltungen fand im Jahre 1994 das Countryfest auf dem Speedway statt, zu dem über 200.000 Zuschauer erschienen.
In den meisten Jahren der 1990er Jahre und in den ersten Jahren des 21. Jahrhunderts wurden auf dem Atlanta Motor Speedway die höchsten Geschwindigkeiten bei einem NASCAR-Rennen erzielt. Die durchschnittliche Geschwindigkeit pro Runde lag bei etwa 193 mph (etwa 311 km/h), der Rundenrekord betrug über 197 mph (etwa 317 km/h). Ähnliche und nur leicht schnellere Zeiten wurden nur auf dem Texas Motor Speedway in den Jahren 2004 und 2005 erreicht. Mit der Abnutzung des Streckenbelags in Texas liegt der Atlanta Motor Speedway in den Geschwindigkeiten allerdings wieder leicht vorn. In der NASCAR-Serie existieren mit dem Talladega Superspeedway und dem Daytona International Speedway zwei Rennstrecken, die länger sind und dadurch theoretisch höhere Geschwindigkeiten von über 200 mph (etwa 322 km/h) erlauben. Mit der Einführung von Luftmengenbegrenzer für diese beiden Strecken im Jahre 1988 wurde die Geschwindigkeit aber auf durchschnittlich 190 mph (etwa 306 km/h) reduziert. Aufgrund dieser Tatsache entstand der Werbeslogan des Atlanta Motor Speedway: „Real Racing. Real Fast.“
Anfang September 2004 wurde der Atlanta Motor Speedway für einen ungewöhnlichen Zweck genutzt. Er diente als Notunterkunft für die evakuierte Bevölkerung vor Hurrikan Frances. Da jedoch die Anlagen im Inneren nicht zur Verfügung standen, mussten die Evakuierten in ihren Fahrzeugen ausharren.
Gegen Abend des 6. Juli 2005 erlitt der Speedway schwere Beschädigungen durch einen Tornado der Stärke F2 auf der Fujita-Skala, der sich aus dem Hurrikan Cindy entwickelte. Dächer und Fassadenelemente lösten sich von den Gebäuden und auf der Strecke sammelten sich die Trümmer, die der Tornado mit sich brachte. Am darauffolgenden Tag fegten Winde zwischen 195 und 240 km/h über den Atlanta Motor Speedway hinweg, bei dem ein 15 m hoher Anzeigeturm umknickte. Zusätzlich wurden viele Straßenlaternen sowie einige der Eigentumswohnungen beschädigt. Vollständig zerstört wurden die Zuschauertribünen an der Gegengeraden, bei denen es sich noch um die ursprünglichen Tribünen von 1960 handelte. Die dabei verloren gegangenen Sitzplätze wurde durch eine neue Tribüne auf der Start- und Zielgerade mit 13.000 Plätzen ersetzt. Der insgesamt verursachte Schaden wurde auf etwa 40 bis 50 Mio. US-Dollar beziffert.
Der Atlanta Motor Speedway ist mit einer Beleuchtung für Nachtrennen ausgestattet, die für die Rennen der Indy Racing League zwischen 1998 und 2001 installiert wurden. Im Jahre 2003 fand das Qualifying für das Bass-Pro-Shops-500-Rennen bei Dunkelheit statt, bevor anschließend die Qualifyings für beide NASCAR-Rennen in die Abendstunden verlegt wurden. Im Jahre 2006 wurde erstmals der Start des Bass Pro Shops 500 so gelegt, dass das Finale unter Flutlicht stattfindet.
Aufgrund der Beschränkungen in Fulton County im Zusammenhang mit der COVID-19-Pandemie wurden Veranstaltungen, die normalerweise in Atlanta stattfanden, 2021 auf den Speedway verlegt. Der jährliche Supercross in Atlanta wurde auf das Frontstretch-Rasen des Speedway verlegt, während der Publix Atlanta Marathon des Atlanta Track Clubs verlegt wurde zu einer 15 km langen Runde um die Umrandungsstraßen der Rennstrecke, die auf der Hauptstrecke selbst endet. Molly Seidel, die später bei den Olympischen Spielen in Sapporo 2020 Bronze beim Marathon gewann, gewann die Damenhälfte in 1:08:28 in ihrem Vorbereitungsrennen.

## Streckenrekorde

### Originalkonfiguration (1,522 Meilen)

| Rekord                        | Datum              | Fahrer         | Rundenzeit | Durchschnittsgeschwindigkeit |        |
| NASCAR                        | NASCAR             | NASCAR         | NASCAR     | NASCAR                       | NASCAR |
| ----------------------------- | ------------------ | -------------- | ---------- | ---------------------------- | ------ |
| Qualifying                    | March 8, 1997      | Robby Gordon   | 29.378     | 186,507mi/h (300,153 km/h)   |        |
| Rennen                        | November 12, 1995  | Dale Earnhardt | 3:03:03    | 163,633mi/h (263,341 km/h)   |        |
| CART                          |                    |                |            |                              |        |
| Qualifying                    | April 16, 1983     | Rick Mears     | 26.732     | 204,963mi/h (329,855 km/h)   |        |
| Rennen                        | September 30, 1979 | Rick Mears     | 0:50:09    | 182,094mi/h (293,051 km/h)   |        |
| Quelle: Racing-Reference.info |                    |                |            |                              |        |

### Quad-Oval (1,54 Meilen)

| Rekord                            | Datum             | Fahrer              | Rundenzeit        | Durchschnittsgeschwindigkeit |                   |
| NASCAR Cup Series                 | NASCAR Cup Series | NASCAR Cup Series   | NASCAR Cup Series | NASCAR Cup Series            | NASCAR Cup Series |
| --------------------------------- | ----------------- | ------------------- | ----------------- | ---------------------------- | ----------------- |
| Qualifying                        | November 15, 1997 | Geoffrey Bodine     | 28.074            | 197,478mi/h (317,809 km/h)   |                   |
| Rennen                            | March 14, 2004    | Dale Earnhardt, Jr. | 3:09:15           | 158,679mi/h (255,368 km/h)   |                   |
| NASCAR Xfinity Series             |                   |                     |                   |                              |                   |
| Qualifying                        | October 25, 2003  | Greg Biffle         | 28.830            | 192,300mi/h (309,476 km/h)   |                   |
| Rennen                            | Februar 28, 2015  | Kevin Harvick       | 1:40:32           | 149,813mi/h (241,1 km/h)     |                   |
| NASCAR Camping World Truck Series |                   |                     |                   |                              |                   |
| Qualifying                        | March 17, 2005    | Rick Crawford       | 30.339            | 182,735mi/h (294,083 km/h)   |                   |
| Rennen                            | March 18, 2005    | Ron Hornaday        | 1:27:35           | 142,424mi/h (229,209 km/h)   |                   |
| IndyCar Series                    |                   |                     |                   |                              |                   |
| Qualifying                        | August 28, 1998   | Billy Boat          | 24.734            | 224,145mi/h (360,726 km/h)   |                   |
| Rennen                            | July 15, 2000     | Greg Ray            | 2:02:01           | 153,403mi/h (246,878 km/h)   |                   |
| Quelle: Racing-Reference.info     |                   |                     |                   |                              |                   |

## Bisherige Sieger
| Saison                | Datum                 | Name des Rennens                                     | Sieger                | Chassis               | Motor      |
| USAC Championship Car | USAC Championship Car | USAC Championship Car                                | USAC Championship Car | USAC Championship Car |            |
| --------------------- | --------------------- | ---------------------------------------------------- | --------------------- | --------------------- | ---------- |
| 1965                  | 1. August             | Atlanta 250                                          | Johnny Rutherford     | Watson                | Ford       |
| 1966                  | 26. Juni              | Atlanta 300                                          | Mario Andretti        | Brawner Hawk          | Ford       |
| 1978                  | 23. Juli              | Gould Twin Dixie                                     | Rick Mears            | Penske                | Cosworth   |
| CART Champ Car        |                       |                                                      |                       |                       |            |
| 1979                  | 22. April             | Gould Twin Dixie 125 #1                              | Johnny Rutherford     | McLaren               | Cosworth   |
| 1979                  | 22. April             | Gould Twin Dixie 125 #2                              | Johnny Rutherford     | McLaren               | Cosworth   |
| 1979                  | 30. September         | Rich’s Atlanta Classic                               | Rick Mears            | Penske                | Cosworth   |
| 1981                  | 21. Juni              | Kraco Twin 125 #1                                    | Rick Mears            | Penske                | Cosworth   |
| 1981                  | 21. Juni              | Kraco Twin 125 #2                                    | Rick Mears            | Penske                | Cosworth   |
| 1982                  | 1. Mai                | Stroh’s 200                                          | Rick Mears            | Penske                | Cosworth   |
| 1983                  | 17. April             | Kraco Dixie 200                                      | Gordon Johncock       | Wildcat               | Cosworth   |
| IRL IndyCar Series    |                       |                                                      |                       |                       |            |
| 1998                  | 29. August            | MCI Atlanta 500 Classic                              | Kenny Bräck           | Dallara               | Oldsmobile |
| 1999                  | 17. Juli              | Kobalt Mechanics Tools 500 Presented by MCI WorldCom | Scott Sharp           | Dallara               | Oldsmobile |
| 2000                  | 15. Juli              | Midas 500 Classic                                    | Greg Ray              | Dallara               | Oldsmobile |
| 2001                  | 28. April             | zMax 500                                             | Greg Ray              | Dallara               | Oldsmobile |